# Animali estinti dell'Europa
Sono riportate di seguito alcune specie di animali europei estintisi a partire dal Pliocene e nel corso delle varie ere; mentre le estinzioni del Pleistocene e dell'inizio dell'Olocene furono causate per la massima parte dagli sconvolgimenti climatici, la maggior parte delle estinzioni dall'Olocene in poi sono state causate dalla presenza umana.

## Estinzione del Pliocene
- Nuralagus rex

## Estinzione del Pleistocene
- Deinoterio, Deinotherium giganteus

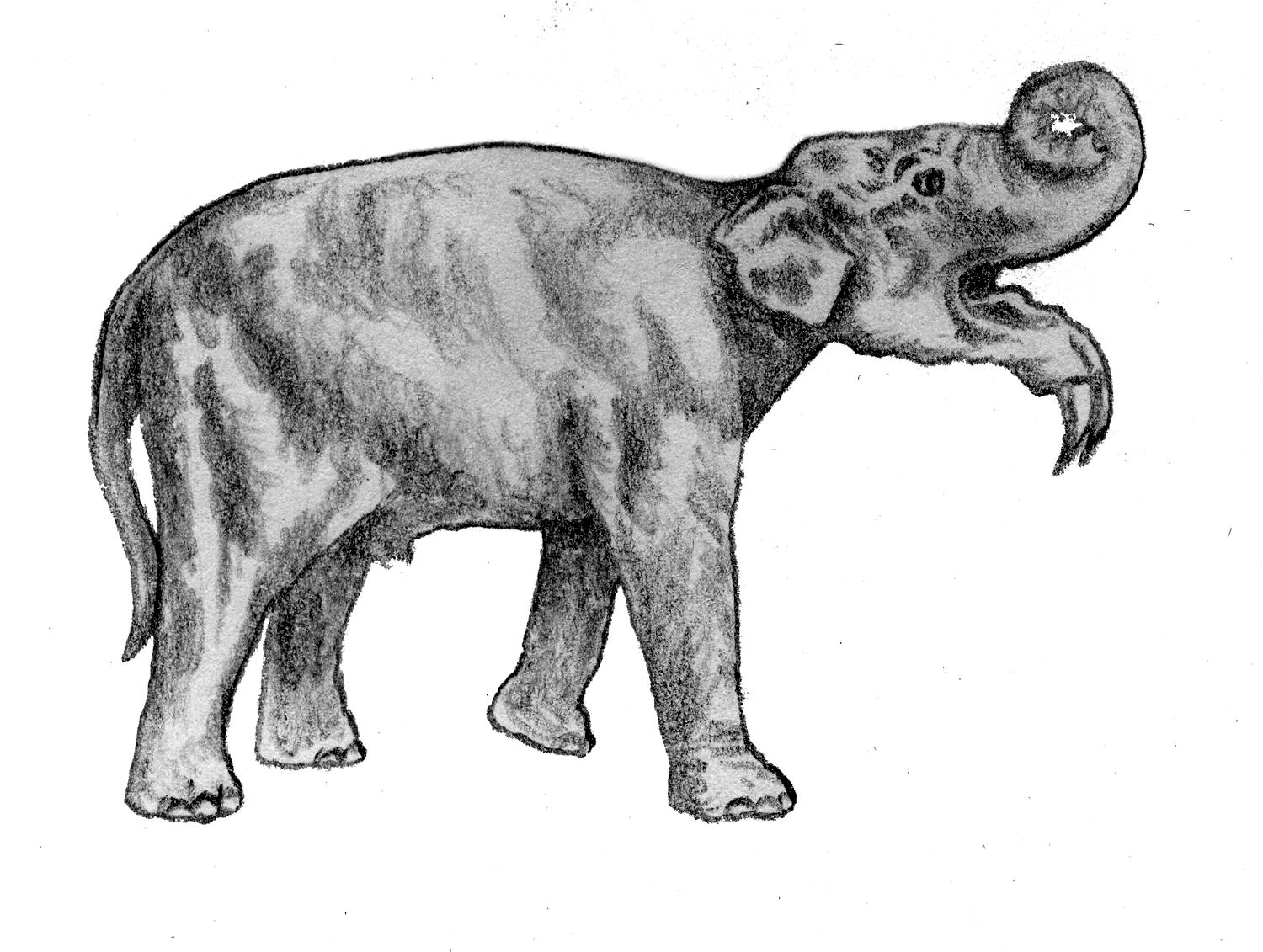
Deinotherium

- Canariomys bravoi - ratto gigante di Tenerife
- Coelodonta antiquitatis - rinoceronte lanoso
- Cynotherium sardous - cuon sardo
- Dinofelis diastemata
- Elasmotherium sibiricum
- Elephas (Palaeoloxodon) antiquus
- Hippopotamus antiquus - ippopotamo europeo
- Hippopotamus creutzburgi - ippopotamo nano di Creta
- Hippopotamus melitensis - ippopotamo nano siculo-maltese
- Hippopotamus pentlandi - ippopotamo siculo-maltese
- Homo sapiens neanderthalensis - uomo di Neanderthal
- Panthera leo fossilis - leone primitivo delle caverne
- Panthera leo spelaea - leone delle caverne europeo
- Macaca majori - bertuccia nana sarda
- Mammuthus lamarmorae - mammut sardo
- Mammuthus meridionalis - mammut meridionale
- Mammuthus primigenius - mammut lanoso

Cucciolo di mammut a Lucerna, Svizzera

- Megalenhydris barbaricina - lontra sarda gigante
- Talpa tyrrhenica - talpa sardo-corsa
- Ursus spelaeus - orso delle caverne
- Varie specie di elefante nano.

## Estinzioni dell'Olocene

### Mammiferi

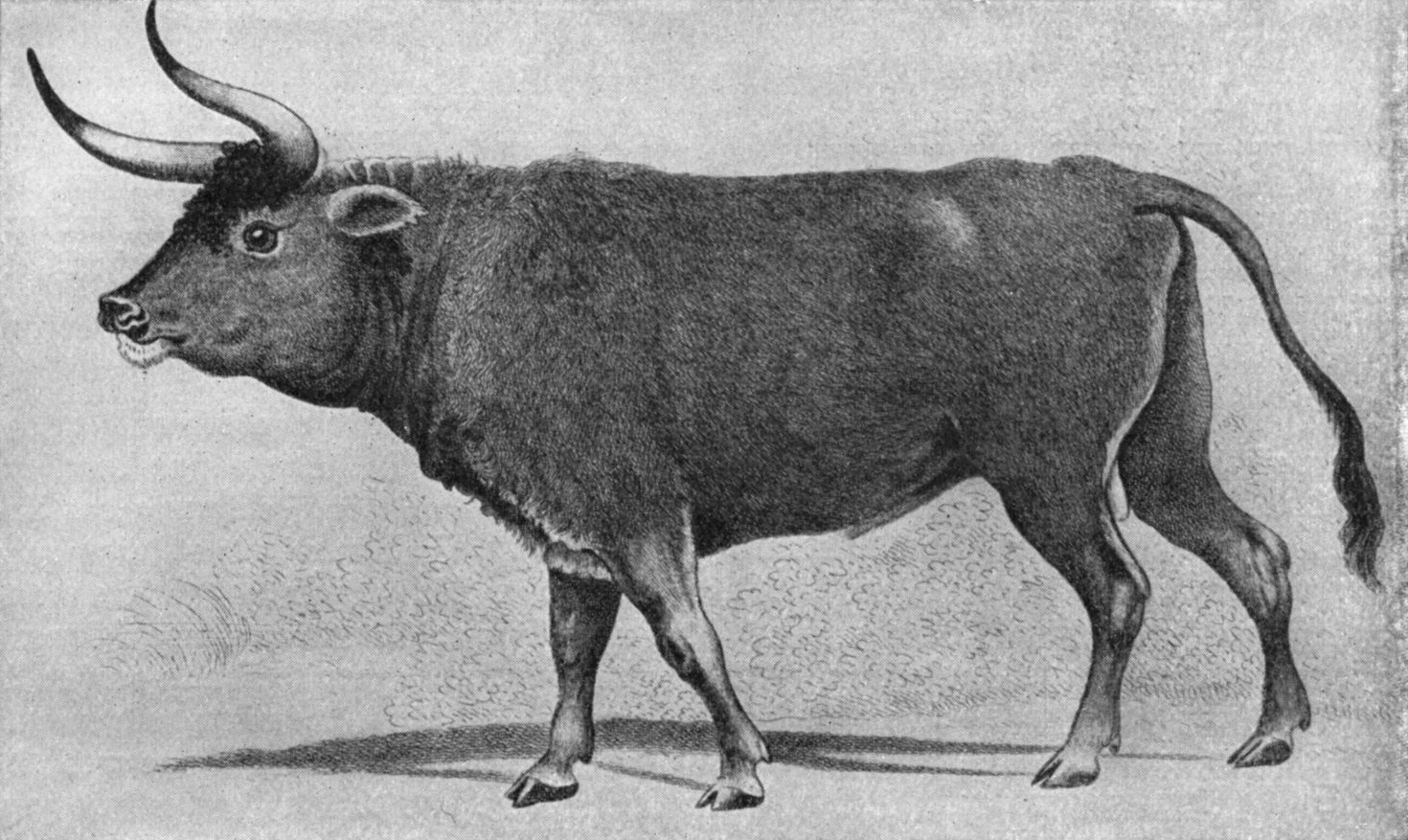
Dipinto rappresentante un uro.

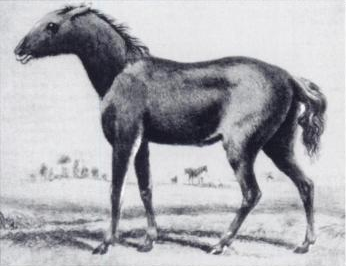
Immagine di Equus ferus ferus.

- Alces alces caucasicus - alce del Caucaso (1810)
- Bos taurus primigenius - uro (1627)
- Bison bonasus caucasicus - bisonte del Caucaso (1927)
- Bison bonasus hungarorum - bisonte ungherese (1790)
- Canis lupus cristaldii - lupo siciliano (1924)
- Capra pyrenaica lusitanica - stambecco portoghese (1892)
- Capra pyrenaica pyrenaica - stambecco dei Pirenei (2000)
- Elephas antiquus falconeri - elefante nano di Tilos (4000 a.C.)
- Equus ferus ferus - tarpan (1919, Ucraina)
- Equus hydruntinus - asino europeo o encebra
- Hypnomys morphaeus - ghiro gigante di Maiorca
- Hypnomys mahonensis- ghiro gigante di Minorca
- Lepus granatensis solisi - lepre di Maiorca (1980)
- Myotragus balearicus - capra delle caverne balearica (3000 a.C.)
- Megaloceros giganteus - cervo gigante irlandese (5000 a.C.)
- Megaceroides cretensis - cervo nano cretese
- Nesiotites hidalgo - toporagno gigante balearico
- Nesiotites similis - toporagno gigante sardo
- Panthera tigris virgata - tigre del Caspio  (1970)
- Praemegaceros cazioti - cervo preistorico sardo (5500 a.C.)[1]
- Prolagus sardus - pika sardo (1774[2])
- Sardolutra ichnusae - lontra sarda

### Uccelli

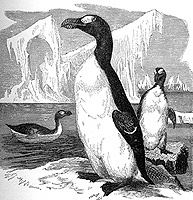
Alca impenne

- Pinguinus impennis - alca impenne (1852)
- Rallus eivissensis - rallo di Ibiza (5000 a.C.)

### Rettili
- Gallotia simonyi simonyi - lucertola gigante di Roque Chico de Salmor (1930)
- Podarcis lilfordi rodriquezi - lucertola di Ratas (1950)
- Podarcis siculus sanctistephani - lucertola di Santo Stefano (1965)

### Pesci
- Coregonus confusus - pfarrig (1900)
- Coregonus fera - fera (1950)
- Coregonus gutturosus, (1960 o 1992)
- Coregonus hiemalis (1920 o 1950)
- Coregonus oxyrinchus
- Coregonus restrictus (1900)
- Coregonus vandesius vandesius (1970)
- Chondrostoma scodrense

## Insetti
- Siettitia balsetensis - blatta delle caverne di Perrin
- Hydropsyche tobiasi - tricottero di Tobias (1938)
- Maculinea alcon arenaria (1979)
- Maculinea arion eutyphron (1979)
- Maculinea teleius burdigalensis
- Plebejus argus masseyi
- Thetidia smaragdaria maritima (1991)

## Molluschi
- Belgandiella intermedia
- Bythinella intermedia
- Graecoanatolica macedonica
- Ohridohauffenia drimica

## Specie riscoperte
Ecco alcune specie ritenute estinte, ma riscoperte recentemente:
- Microtus bavaricus - arvicola bavarese
- Telestes turskyi
- Ratto Canguro